# 马克·英格利斯
马克·英格利斯（英語：Mark Inglis，1959年9月27日—），新西兰男子自行车运动员。他曾代表新西兰参加2000年夏季残疾人奥林匹克运动会自行车比赛，获得1公里计时赛LC3级银牌。